# Girls und Panzer
Girls und Panzer (на български: Момичета и танкове) – Аниме и Манга от 2012 година. Издаването на мангите започва на 5 юни, а транслацията на сериала в Япония – на 9 октомври. Режисьор на анимето е Цутому Мидзусима, а продуцент – Киеси Сугияма. В създаването на Girls und Panzer взема участие и Такааки Судзуки, по-ранно участвал в сериалите Strike Witches и Upotte!! като военноисторически консултант.

## Название
Както на обложката на манга-списанието, така и в сериала, името е изписано и на японски език, и на латиница. Названието във варианта на латиница се състои от английската дума Girls (на български: момичета), немския съюз und (на български: и), и думата Panzer – което на немски означава хем танк, хем броня. Така названието на поредицата е транслитерацияна английски с немски език.

## Сюжет
Сюжетът е съсредоточен върху студентки воюващи с танкове в първенство между университети от цялата страна. В света, където се развива действието на анимето и мангите, воюването с танкове е традиционно бойно изкуство за момичета. Главната героиня, Михо Мишизуми, постъпва във Висшето Учебно Заведение за момичета Оараи, където ѝ предстои да стане командир на целия университетски отбор и да вземе участие в шампионата по шенса-до (воюване с танкове), за да спаси университета от закриване.

## Персонажи

### Отбор на училище „Оараи“

#### Отбор „Дълбоковидна Риба“
Танк – Panzerkampfwagen IV ausf. D, който през епизодите бива подобрен до Ausf. F2 и на края до Ausf.H. Екипажът му се състои от второкурсниците Михо и нейните приятелки.
Михо Нишизуми – основен герой в сериала, от семейство с традиции в шенса-до. Има къса светлокафява коса и светлокафяви очи. Има по-възрастна сестра, (на външен вид много напомня за Михо) и майка си, която е известна талантлива танкистка. Изключително жизнерадостна и приветлива, в бой тя става сериозна, съсредоточена и решителна.
Отначало учи на едно място със сестра си и сериозно се занимава с воюване с бронирани машини, но след инцидент по време на един от мачовете, който води до загуба за школата ѝ, тя рязко сменя своето отношение към шенса-до. Прехвърля се в университета в Оараи, защото не иска да има повече нищо общо с воюването с танкове, а там в този момент няма такъв клуб. В началото на сериала тя ненавижда шенса-до, но студентския съвет бързо я заставя да вземе участие в шампионата, и много скоро тя поема ролята на главнокомандващ отборните сили, тъй като тя е една от малкото студентки в университета, които имат боеви опит. В хода на развитието на сюжета, нови приятелки ѝ показват, че този вид спорт може да носи и удоволствие.
Първите приятелки на Михо стават Хана и Соари, а скоро, по време на първата тренировка, в състава на отбора влизат още две – Юкари и Мако. В екипажа тя е командир.
Озвучаващ: Май Футигами
Саори Такебе – момиче с дълга светло-рижа коса и светлокафяви очи. Иска да намери красиво момче, но безуспешно. Известно е със своята жизнерадосност, общителност и очарование. Носи контактни лещи и по-рядко – квадратни очила с червена рамка. За да се справи по-добре с длъжността си в екипажа минава специален курс за радистки. Умее бързо да пише. Към Михо се обръща с прозвището „Мипорин“. Тя е и близка приятелка на Мако. В екипажа е радистка.
Озвучаване: Аи Каяно
Хана Ишудзу – красиво момиче, меко и сдържано по характер, наследствен майстор на икебана. Има дълга черна коса и черни очи.
В първия тренировъчен мач изпълнява ролята на шофьор, но губи съзнание и е заменена от Мако. Впоследствие отстъпва позицията си на нея и става стрелец, при това достатъчно талантлива. Заради участието в танковия клуб се скарва със своята майка, Юри, която възприема танковете като изключително грозно и жестоко нещо и бива отлъчена от вкъщи. Впоследствие майка ѝ се примирява и вижда силата на танковете върху способностите на Хана за аранжировка на цветята. В танковия екипаж е стрелец.
Озвучаване: Мами Одзаки
Юкари Акияма – енергично момиче, което обича танкове и военна техника. Има къса къдрава кафениково-сива коса и тъмно кафяви очи.
Нейният баща е фризьор, и на първия етаж от техния дом е разположен семейния фризьорски салон. Заради своето увлечение към танковете в своето детство и допреди влизането в танковия клуб тя няма приятели, тъй като всички останали имат съвсем други интереси. Като малка носи много къса прическа, почти момчешка, която много прилича на прическите на членовете на Якудза(по думите на Соари тя няма приятели по-скоро заради странната прическа, нежели от любовта към танковете), но поради строгите правила в училище косата ѝ отново пораства. Питае дълбоко уважение към Михо, обръща се към нея с „Нишизуми-доно“ и се радва изключително много, когато получава похвали. По време на първия мач изпълнява ролята на стрелец, но после отстъпва ролята на Хана.
Изпитва голяма страст към военното разузнаване (в бой). Така например успява да проникне на кораба на университета Сандерс и да събере информация за стратегията им за следващия мач с Оараи. Връщайки се вкъщи намира там останалите момичета, на които показва самоделното видео с инфилтрацията. Също така по време на мача с „Правда“ заедно с Ервин осъществява обход, за да научат разположението на вражеските танкове, а впоследствие, след като успяват да пробият блокадата – и сама да открие и насочи отряда на Ервин и Михо към флага.
На нея е посветена серия от шестте специални епизода под название „Скромния танков учител Юкари Акияма“, в която разказва за характеристиките и историите на различни танкове. Времетраенето е пет минути. В танковия екипаж е зареждащ.
Озвучаване: Икуми Накагами
Мако Рейдзей – мрачна девойка, която много трудно става сутрин и заради това често закъснява за занятия. Въпреки това има най-добрите оценки в учебното заведение. С дълга черна коса винаги украсена с бяла диадема и тъмно-орехови очи. Ръст – 145 см, кръвна група – АБ. Страда от ниско кръвно налягане, което често използва като оправдание за закъсненията си.
Независимо леността си, Мако е гений и схваща бързо всичко. Така например има най-добрите оценки, въпреки че не присъства на много от занятията, а само с прочитане на инструкциите става успешен механик-водач на танк. Решава да се запише в шенса-до само заради факта, че ще ѝ се опростят и разрешават закъсненията.
Близка приятелка ѝ е Саори и също така се познава с Мидорико Соно, с която често спори, тъй като я нарича „Содоко“ и проявява неуважение към длъжността ѝ „Глава на дисциплинарния комитет“. Независимо враждата им, след победата в шампионата, Содоко изтрива всички данни за закъсненията и, след което Мако емоционално ѝ благодари, нещо съвършено несвойствено за нея. Нейните родители са загинали още докато е била в начално училище и единствения неин близък родственик е баба ѝ. Много ѝ е тъжно, че в последната ѝ среща с майка си са се скарали и няма как да ѝ се извини. Има страх от високо, призраци и вампирясали баби. Но въпреки това, много обича своята баба, като обещава че ще прекарва повече време с нея. В танковия екипаж е механик-водач
Озвучаване: Юка Игути

#### Отбор „Костенурка“
Танк – PzKpfw 38(t)), а от десети епизод – Hetzer. Екипажът се състои единствено от членове на студентския съвет, третокурснички. Интересен факт е, че всички членове на отбора имат имена, идващи от название на плодове („Андзу“ – кайсия, „Юдзу“ – юдзу, Момо – праскова)
Андзу Кадотани – президент на студентския съвет, дава всичко от себе си за съхранението на университета, но при това винаги е способна да прехвърли задълженията си на друг. Има дълга червеникаво-кафява коса, хваната от двете страни на два падащи дълги кичура и винаги е украсена с черни панделки, кафяви очи.
В началото изглежда егоистична и зла, тъй като заставя Михо да се занимава с шенса-до, но после се показва, че Андзу е много добра, дружелюбна и жизнерадостна. Също така притежава добри лидерски качества и използва своя ум и съобразителност, за да се измъкне от сполетяла я беда. Талантлива във воюването с танкове, в боя с Правда заменя Момо на поста стрелец и изважда от строя няколко противникови танка за кратко време. В екипажа е командир и радист.
Озвучаване: Мисато Фукуен
Юдзу Кояма – зам. президент. Добре сложено момиче, има тъмна коса събрана на опашка и тъмнокафяви очи. Изключително добра и мека, тя върши по-голямата част от работата вместо Андзу и Момо. Изключително близка е с тях, особено с Момо, която я нарича с прозвище, което не може да търпи – Момо-чан. В танковия екипаж е механик-водач.
Озвучаване: Микако Такахаси
Момо Кавашима – представител на Връзките с обществеността. В танковия екипаж е зареждащ и стрелец, най-слабото звено в отбора: способна е да не улучи танк дори от изстрел от упор. Поради тази причина в десета серия става единствено зареждаща, като длъжността на стрелец отива към Андзу.
Има къса черна коса и черни очи. Винаги носи очила със стъкло единствено на дясното си око както и черна лента на шията си, крайно рядко се усмихва. Много спокойна и строга, много рядко демонстрира своите емоции, но във време на бой става крайно агресивна. Тежкият ѝ характер е обусловен от стремлението ѝ да спаси университета от закриване. Командир на отбора на Оараи до момента, в който длъжността не се прехвърля на по-опитната Михо.
Озвучение: Кана Уеда

#### Отбор „Патица“
Танк – Тип 89. Екипажът се състои от членове на бившия волейболен клуб. Носят волейболна униформа по време на тренировки, дори и по време на бой.
Норико Исобе – командир и зареждащ в танковия екипаж. Има къса тъмно-кестенява коса и тъмнокафяви очи. Явява се също така и капитан и създател на волейболния клуб, второкурсница.
Озвучение: Мика Кикути
Таеко Кондо – радист. Има розово-кестеняви коси, украсени с червена лента, и кафяви очи. Първокурсница.
Озвучение: Мая Йесиока
Синобу Каваниши – механик-водач Има къса кестенява коса, събрана в ниска опашчица вдясно и кафяви очи. Първокурсница. Във волейболен мач е на поста атакуваща.
Озвучаване: Мари Киримура
Акеби Сасаки – стрелец. Има дълга руса коса, събрана на опашка и златисто-кафяви очи. Първокурсница, но независимо от това е висока и добре сложена.
Озвучаване: Сакура Накамура

#### Отбор „Хипопотам“
StuG III. Всички членове на екипажа са второкурсници от историческия клуб, като се обръщат един към друг с прозвищата си.
Цезар – зареждащ. специализация – история на Римската империя. Истинско име Такако Судзуки. Има къса, тъмна коса и тъмнокафяви очи. Винаги носи дълъг червен шал.
Озвучаване: Ери Сендай
Ервин – командир на танка и радист същевременно. Прозвището ѝ идва от Eрвин Ромел. Специализация – европейска история, особено история на Втората световна война. Истинско име – Рико Мацумото. Има къса светла коса, която издължена в двата си края прилича на ушите на тропическата лисица фенек, и кафяви очи. Носи пълна униформа на фелдмаршала на Немския Африкански корпус.
Озвучение: Сатоми Мория
Саемондза – стрелец. Прякорът е производен от Санада Юкимура. Специализация – Епоха на воюващите провинции. Истинско име – Кийеми Сугияма. Има тъмнокафяви очи и дълга коси, на които винаги носи червена превръзка с шест кръга, както на емблемата на рода Санада. Винаги носи със себе си лък, често прикрива лявото си око, тъй като се цели чрез него.
Озвучение: Хирока Иноуе
Орйе – механик-водач. Прякорът е образуван от Нарасаки Рйе. Специализация – периода в японската история Бакумацу. Истинско име – Такеко Ногами. Има къса непослушна черна коса с малки опашчици отзад и черни очи. Носи очила с червена рамка и черно наметало.
Озвучение: Аюру Охаси

#### Отбор „Зайче“
Танк – M3 Lee. Екипажът е съставен от първокурснички.
Адзуса Сава – командир. Има къса тъмна коса и тъмнокафяви очи. Много разговорлива, особено в отношение на своите приятелки-първокурснички
Озвучаване: Хитоми Такеути
Аюми Ямаго – стрелец 75-мм оръдие. Има дълга тъмносиня коса и тъмносини очи. Държи се често като малко момиче.
Озвучаване: Нодзоми Накадзато
Саки Маруяма – зареждащ 37-мм оръдие. има къса русолява коса, кафяви очи. Много тиха, добър слушател. Изключително често е изобразявана с отсъстващо на емоции лице. За целия шампионат се проявява единствено веднъж – по време на финала подсказва на отбора къде е нужно да се прицелят, за да обездвижат Elephant.
Озвучаване: Микако Комацу
Карина Сакагути – механик-водач. Има къса светло-къдрава коса и тъмносини очи. Много импулсивна, което в началото ѝ пречи на шофирането на танка.
Озвучаване: Кономи Тада
Юки Уцуги – радист. Има къса черна коса и черни очи. Много търпеливо момиче.
Озвучение: Кономи Тада
Ая Оно – стрелец 37-мм оръдие. Има дълга светла коса, винаги на две опашки с черни ленти. Кафяви очи. Носи големи очила. Известна е с това, че винаги се грижи за доброто настроение на екипажа
Озвучение: Чуна

#### Отбор „Дива Патица“
Танк – Renault B1 Bis. Екипажът се състои единствено от членове на дисциплинарния комитет. Трите момичета си приличат изключително много, и поради тази причина единствено едно момиче ги озвучава: Сиори Изава.
Мидорико Соно (Содоко) – глава на дисциплинарния комитет. В танковия екипаж – командир, стрелец и зареждащ второто оръдие. Много строга и вечно се кара с Мако заради прозвището Содоко. Има къса черна коса и черни очи.
Мойеко Гото (Гомойе) – механик-водач. Има черна коса и черни очи. По време на боя с отбора на Правда не успява да се справи с изкачването на стръмния хълм и Мако заема мястото ѝ за този момент.
Нодзоми Компару (Падзоми) – стрелец и зареждащ основното оръдие има къса черна коса и черни очи.

#### Отбор „Леопон“
Танк – PzKpfw VI Tiger (P). Екипажът се състои единствено от членове на автомобилния клуб, който се занимава с техническото подсигуряване на всички машини в отбора на Оараи.
Накадзима – командир и радист. Третокурсничка. Има къса тъмно-къдрава коса и тъмнокафяви очи.
Озвучение: Нозоми Ямямото
Цутия – механик-водач. Второкурсничка. Има къса коса и черни очи.
Озвучение: Ери Китамура
Хосино – стрелец. Третокурсничка. Има тъмновиолетова коса и зелени очи.
Озвучаване: Хисако Канемото
Судзуки – зареждащ. Третокурсничка. Има къса коса и дълбоки очи.
Озвучаване: Май Исихара

#### Отбор „Мравояд“
Танк – Чи-ну. Екипажът се състои от фенове на онлайн игри за танкове, обръщат се един към друг с никнеймовете си.
Неконя – командир и радист. Истинско име – Некота. Второкурсничка. Висока, много слаба. Има много дълги светли коси, които разчорлено се спускат до кръста ѝ. Червено-кафяви очи. Носи странни големи очила. Интроверт.
Озвучение:Икуми Хаяма
Момога – шофьор. Има къси пурпурни коси и червеникаво-кафяви очи. Първокурсничка. Отличава се със странните си дрехи и розови аксесоари, в това число и препаска за едното око във формата на мидичка.
Озвучение:Масайе Курата
Пийетан – стрелеци зареждащ. Третокласничка със сиви коси, винаги в опашка и сиви очи. Добре сложена.
Озвучение:Сумире Уесака

### Отбор на училище „св. Глориана“
Дарджилинг – командир на отбора. Много обича чай, и не се разделя с него дори и по време на бой. Наблюдава всички мачове на Оараи, често цитира научни и политически деятели. Командир на танка Churchill. Момиче със светли коси на плитки и светлокафяви очи. Спокойна, даже рицарствена. Нейния девиз:"Независимо от това, колко бързо бягаме и колко изстрела ще получим, аз за нищо не бих разсипала чая си (това все е пак се случва на тренировъчния бой с Оараи). Нейното име произлиза от чая дарджилинг. Подарява на отбора на Оараи английски чай след приятелския мач, което според Саори се случва само с достойните съперници.
Озвучение: Ери Китамура
Пеко Оранж – зам.командир, винаги съпровожда Дарджилинг. В танковия екипаж – зареждащ. Малко момиче със светло-рижови коси на плитки и светло-пурпурни очи, тиха и тактична. Много умело вари чай, името ѝ е взето от категорията чаени листа Орандж Пеко. Много близка с Дарджилинг (въпреки че се случва и да не се разбират помежду си), присъства с нея на всеки бой на Оараи.
Озвучение: Каори Исихара
Ассам – второстепенен персонаж, появява се точно веднъж на екран. Тихо и усмихнато момиче с дълги пищни светли коси с черни лентички и светло-пурпурни очи. Името ѝ е взето от чая Ассам. В танковия екипаж – стрелец.

### Отбор на училище „Сандерс“
Кей – командир на отбора, весело и общително момиче, в шампионата се придържа към принципа „Основното не е победата, а участието“. Командир на американския танк M4 Sherman. Високо момиче със светли коси на вълни и светлокафяви очи.
Озвучение:Аяко Кавасуми
Наоми – първи заместник командир, най-добрия стрелец в отбора, стрелец в екипажа на Sherman Firefly. Има къса сиво-кафява коса и светли очи.
Озвучение: Мария Исе
Алиса – втори заместник комантир, по време на битката против Оараи командва основния танк М4А1/76 Sherman, успява да прехване противниковата трансмисия, но скоро това е разкрито. Сравнително невисоко момиче, кафяви окоси, разделени на две опашки с лентички със звезди и тъмно кафяви очи. Много агресивна, обича да манипулира другите
Озвучаване: Ая Хирано

### Отбор на училище „Анцио“
Аншова – Командир на отбора. Прозвището ѝ произлиза от рибата аншоа. Истинско име – Тийеми Андзай. Има дълга сребриста коса, на две спираловидни опашки хванати с черни ленти и червеникаво-кафяви очи. По време на битка, както почти всички в отбора, носи униформа на Италианската фашистка полиция. Носи със себе си малък камшик и на ръката си носи червена лента, като символ на фашистка идеология. Командир е на италианския тежък танк Carro Armato P40.
Вижда всяка битка в шенса-до като дуел на лидерите, затова се извинява след загубата пред своите заместнички. Хладнокръвна, самоуверена и разсъдлива. Независимо стремлението ѝ към победа, преди финалния мач на Михо, а и след това ѝ носи аншоа за отпразнуване на победата.
Озвучаване: Майя Йесиока
Капрацио – заместник командир. Псевдонимът ѝ идва от войнското звание капра. Има дълги светлокафяви коси до раменете и светло-кафяни очи. Много сериозна, съсредоточена и сдържана, както Момо Кавашима, крайно рядко се усмихва.
Карпачо – момиче със светли коси и зелени очи. Често се усмихва и смее и неразбира характера на Карпацио.
Пеперони – механик-водач на тежкия танк Carro Armato P40. Има черни коси и светлокафяви очи. Обича танковете и е много самоуверена.

### Отбор на училище „Правда“
Катюша – командир на отбора. Името ѝ произхожда от съветските ракетно-залпови комплекси Катюша, използвани по време на Втората Световна война. Излишно самоуверена, страда от комплекса на Наполеон, заради своя малък ръст. Затова често се качва на плещите на своята заместничка Нона, за да компенсира ръста си.
Миниатюрно момиче с къси светли коси и слетли очи. Високомерна, впечатлителна и често чисто по детски, капризничи. Никога не се усмихва, има голямо изразително лице. Нона през цялото време се грижи за нея, като например я приспива или храни. Командир на Т34-85.
Озвучаване: Хисако Канемото
Нона – заместник командир. Винаги е спокойна и никога не загубва самообладание и не повишава глас. Грижи се за Катюша като за дете. Командир на Т-34-85 и ИС-2, стрелец. Висока и елегантна жена с дълги и прави черни коси. Сини очи. Пее много хубаво.
Озвучаване: Сумире Уесака

### Отбор на училище „Куроморимине“ (Черна Гора)
Махо Нишизуми – командир на отбора, кака на Михо. Много се гордее с принадлежността си към семейството Нишизуми и като пазителка на традициите на шенса-до. Следва принципа „Победа преди всичко“. Има къса тъмнокафява коса и тъмнокафяви очи. Изглежда студена и безчувствена, но реално се отнася добре и към враговете си. Така например дава на Мако и Саори университетския вертолет, за да може да се добере Мако до болницата, където лежи баба ѝ. Третокурсничка. Изключително много обича шенса-до, талантлива, храни уважение към майка си и към съотборничките си. Старае се да бъде добра приемница на традициите, тъй като по-младата ѝ сестра е освободена от този товар и може да живее, както си иска. После финалния бой поздравява сестра си с победата и я похвалва, че е намерила сввоя собствен стил в шенса-до. Командир на университетския отбор и на танк Tiger I.
Озвучаване: Рие Танака
Ерика Ицуми – заместник командир. Постоянно се намира до Махо. Нейното име произлиза от името на немския военен марш Ерика. има сребристи коси до рамене и светлокафяви очи. Тиха, но високомерна второкурсничка. Постоянно оскърбява отбора на Оараи, но след победата им съхранява спокойствие и казва „Следващия път не ще загубим“. Изключително се нервира, когато нещата не се случват така както е планирала и мислила. Командир на танк Тигър II. Също така управлява хеликоптера Focke-Achgelis Fa223.
Озвучаване: Хитоми Набатаме

### Други персонажи
Ами Тйено – треньор на отбора на университета Оараи по шенса-до, назначена е за съдия на финалната битка против университета „Куроморимине“. Учила се е от майката на Михо. Чин капитан от сухопътните сили за самоотбрана на Япония. Пристига в университета, след като спуска своя танк с парашут от вертолет и смачква автомобила на директора (доволно редкия Ferrari F40). Управлява танк Тип 10
Озвучаване: Хекиру Сиина
Сихо Нишизуми – майка на Михо и Махо, основателка на собствена школа по шенса-до, легенда в спорта. Винаги изглежда сериозна, носи костюм има и дълга гарваново-черна коса и тъмно кафяви очи. Фактически се отрича от дъщеря си, след като отборът претърпява поражение от Правда, заради оказаната помощ на Михо към екипаж на PzKpfw. III попаднал в беда.

## Списък на сериите
| №    | Заглавие                                   | Премиера в Япония |
| ---- | ------------------------------------------ | ----------------- |
| 1    | Аз ще вляза във вашата танкова войска!     | 9 октомври 2012   |
| 2    | Аз ще бъда в танка!                        | 16 октомври 2012  |
| 3    | Присъединявам се към битката!              | 23 октомври 2012  |
| 4    | Като командир, ще направя всичко възможно! | 30 октомври 2012  |
| 5    | Корпусът на опитните Шърмани!              | 6 ноември 2012    |
| 5.5  | Позволи ми да се представя!                | 13 ноември 2012   |
| 6    | Първият рунд достига апогея си!            | 20 ноември 2012   |
| 7    | Следващия успех – „Анцио“!                 | 27 ноември 2012   |
| 8    | Срещу „Правда“!                            | 4 декември 2012   |
| 9    | В отчаяно положение!                       | 11 декември 2012  |
| 10   | Еднокласници!                              | 17 декември 2012  |
| 10.5 | Позволи ми да се представя!-2              | 25 декември 2012  |
| 11   | Това е жестока битка!                      | 18 март 2013      |
| 12   | Този бой не ще бъде отменен!               | 25 март 2013      |

## Интересни факти
- Оригиналната версия на осми епизод показана в япония, по времетраене е с една минута по-къса в сравнение с тези зад граница. От епизода е изрязана сцената с изпълнението на песента Катюша от персонажите от отбор Правда. Официални коментари отсъстват, но някои наблюдатели предполагат, че причината е липсата на закупени авторски права.
- В осма серия по време на разговора на момичетата с Катюша звучи музика на Чайковски „Скокльовеиче“
- По време на боя в града (четвърта серия) са показани реални пейзажи от населеното място Оараи.
- Озвучаващата Нона – Сумире Уесака, обича Русия и СССР и изучава в университета руски език.
- Катюша винаги произнася думи на руски език. Можем да разберем „Досвиданья“, „нет“, „пирожки“. В една от сериите Нона пее приспивната песничка на руски език „Спи младенец мой прекрасный...“.
- По време на конкурса за скрити таланти (OVA 6) екипажа командван от Михо изиграва пародия на сериала „Могъщи рейнджъри“ – Панцер-рейнджъри. В това време екипажа от студентския съвет изпълнява откъс от балета Лебедово езеро.
- По случай стартирането на онлайн играта World of Tanks на територията на Япония на официалния сайт на играта се публикуват спецброеве на манга, в която персонажите от анимето (осномво Михо и близките ѝ другарки) разказват за основните аспекти на играта.
- Прехвърлянето от PzKpfw 38(t) в Hetzer (10 серия) е невъзможно. В действителност Hetzer се конструира от нулата с определени, детайлни части от PzKpfw 38(t).
- В края на 14-а минута от десета серия отборът „Зайче“ гледа по телевизора филма за американските танкисти през Втората Световна „Героите на Кели“ с Клинт Истууд в главната роля. Сцената от филма, в която немския танк е в клопка, а оръдието му е заклинено между стената и дърветата (120-а минута), се използва и в 9-а минута на 12-а серия срещу САУ Фердинанд в последния бой на Оараи.